# Михеев, Филипп Егорович
Филипп Егорович Михеев (1902 — 1975) — советский партийный деятель.

## Биография
Уроженец дер. Черноярово Тверской губернии. С 1923 года учился в губернской совпартшколе Пскова. В 1924 — 1926 годах служил в Красной Армии. После демобилизации работал на Лесобумажном комбинате в Невской Дубровке в Ленинградской области.
С 1932 года на партийной работе. С 1936 года занимал пост заместителя секретаря, после — первого секретаря Детскосельского (Пушкинского) райкома ВКП(б) Ленинградской области. В 1941 — 1949 годах был управляющим делами Ленинградского горкома и обкома ВКП(б). Был активным участником обороны Ленинграда в годы Великой Отечественной войны.
Окончил Педагогический институт имени А. Герцена.
Был арестован 5 августа 1949 года по «Ленинградскому делу». Осужден Военной коллегией Верховного Суда СССР 30 сентября 1950 года по статье 58-1 «а», 58-7, 58-11 УК РСФСР к 10 годам лишения свободы. Содержался во Владимирской тюрьме. Был освобожден в 1954 году и реабилитирован.
Занимался хозяйственной работой. В 1967 году вышел на пенсию.